# Aldeias com igrejas fortificadas da Transilvânia
Aldeias com igrejas fortificadas da Transilvânia é a designação dada principalmente às aldeias com igrejas fortificadas construídas entre os séculos XIII e XVI nas partes meridionais e orientais da Transilvânia, Roménia. Na Transilvânia existiram cerca de 300 igrejas fortificadas e atualmente subsistem mais de 200, cerca de 150 delas em bom estado de conservação, com uma grande variedade de estilos arquitetónicos. A grande maioria dessas aldeias foram fundadas e habitadas quase exclusivamente até, pelo menos, ao século XVIII, por saxões da Transilvânia, comunidades de origem alemã que se instalaram na região na Idade Média, mas também há aldeias originalmente habitadas comunidades húngaras (os sículos da Transilvânia ou székely).
Em 1993, a aldeia de Biertan foi inscrita na lista do Património Mundial da UNESCO. A inscrição foi alargada em 1999 a mais seis aldeias da Transilvânia. Seis delas são saxãs e uma é sícula. Essas aldeias são dominadas por igrejas fortificadas e apresentam um padrão de urbanização característico que foi preservado desde o final da Idade Média.

## História
As aldeias saxãs da Transilvânia surgiram no século XII, quando os reis da Hungria instalaram colonos na região, outorgando-lhes um estatuto especial em relação às outras nacionalidades da província. A cultura dos colonos alemães e seus descendentes sobreviveu e desenvolveu-se e a comunidade tornou-se muito importante nos campos da agricultura, artesanato e comércio. Dado a região estar constantemente sob a ameaça de invasões de otomanos e tártaros, os saxões dotaram as suas povoações de fortificações de diversos tamanhos. As cidades mais importantes foram completamente fortificadas, enquanto que as localidades mais pequenas tinham fortificações centradas na igreja, à qual eram adicionadas torres defensivas e armazéns para guardar os bens mais preciosos e ajudar a população a aguentar cercos longos.

## Descrição
O sul da Transilvânia é basicamente um planalto cortado por vales largos de vários pequenos rios que correm para rios maiores, nomeadamente o Olt, o Mureș, o Târnava Mare e o Târnava Mică. As aldeias seguem a topografia e foram fundadas tentando tirar o máximo partido da sua localização. Assim, as aldeias situadas em vales desenvolveram-se em redor duma rua central e algumas também algumas ruas secundárias, enquanto que as aldeias situadas em áreas mais planas seguem um padrão menos rígido e radial. Devido a razões de segurança e às tradições dos habitantes saxões, as aldeias são compactas.
O principal elemento de cada aldeia é a igreja, sempre situada no centro. Podem ser encontrados diversos tipos de fortificações, como uma pequena muralha em redor da igreja, uma linha de fortificações em redor da igreja ou mesmo uma verdadeira fortaleza, com múltiplas muralhas de defesa centradas na igreja. As igrejas foram adaptadas para terem funções defensivas. Todas elas são basílicas românicas ou igrejas de uma só nave do período gótico. É frequente as igrejas terem muitas adições posteriores, que datam desde o período da construção, na Idade Média tardia, até ao século XVI. Muitas das igrejas têm elementos barrocos, pois o estilo barroco foi muito popular na região.
Em quase todos os casos, a aldeia situa-se numa posição de defesa fácil, geralmente no cimo duma colina. Alguns elementos de fortificação que se encontram nas principais cidades transilvanas foram adaptados e constituem um testemunho das técnicas de construção usadas ao longo dos séculos pelos saxões. Algumas fortificações tinham torres de vigia, por vezes parte da igreja. Os materiais de construção são os tradicionais: pedra e tijolo vermelho, com coberturas de telhas vermelhas, uma característica típica da região.
Perto da igreja situa-se a praça principal da aldeia, ou Tanzplaz ("praça da dança"), onde se centrava a vida social. Os únicos edifícios situados junto às fortificações eram de uso comunal: a escola ou a sede da administração municipal. Em volta da praça situavam-se a residência paroquial e as casas dos aldeões mais abastados. Em muitas aldeias, perto do centro da aldeia havia celeiros onde eram guardados cereais.

## Lista
| Nome em romeno | Fotografia                    | Distrito | Nome em alemão | Nome em húngaro | Principais monumentos / Coordenadas                                 |
| -------------- | ----------------------------- | -------- | -------------- | --------------- | ------------------------------------------------------------------- |
| Biertan        | Igreja fortificada de Biertan | Sibiu    | Birthälm       | Berethalom      | Igreja fortificada de Biertan 46° 8' 7" N 24° 31' 17" E             |
| Câlnic         |                               | Alba     | Kelling        | Kelnek          | Igreja fortificada e cidadela 45° 53' 21" N 23° 39' 38" E           |
| Dârjiu         |                               | Harghita | Ders           | Székelyderzs    | Igreja fortificada de Dârjiu 46° 12' 8" N 25° 11' 57" E             |
| Prejmer        |                               | Brașov   | Tartlau        | Prázsmár        | Igreja fortificada de Prejmer 45° 43' 19" N 25° 46' 26" E           |
| Saschiz        |                               | Mureș    | Keisd          | Szászkézd       | Igreja fortificada e cidadela camponesa 46° 11' 39" N 24° 57' 37" E |
| Valea Viilor   |                               | Sibiu    | Wurmloch       | Nagybaromlak    | Igreja fortificada de Valea Viilor 46° 4' 59.6" N 24° 16' 38" E     |
| Viscri         |                               | Brașov   | Weißkirch      | Fehéregyháza    | Igreja fortificada de Viscri 46° 3' 18" N 25° 5' 19" E              |